# Lista de campeões mundiais da PWG

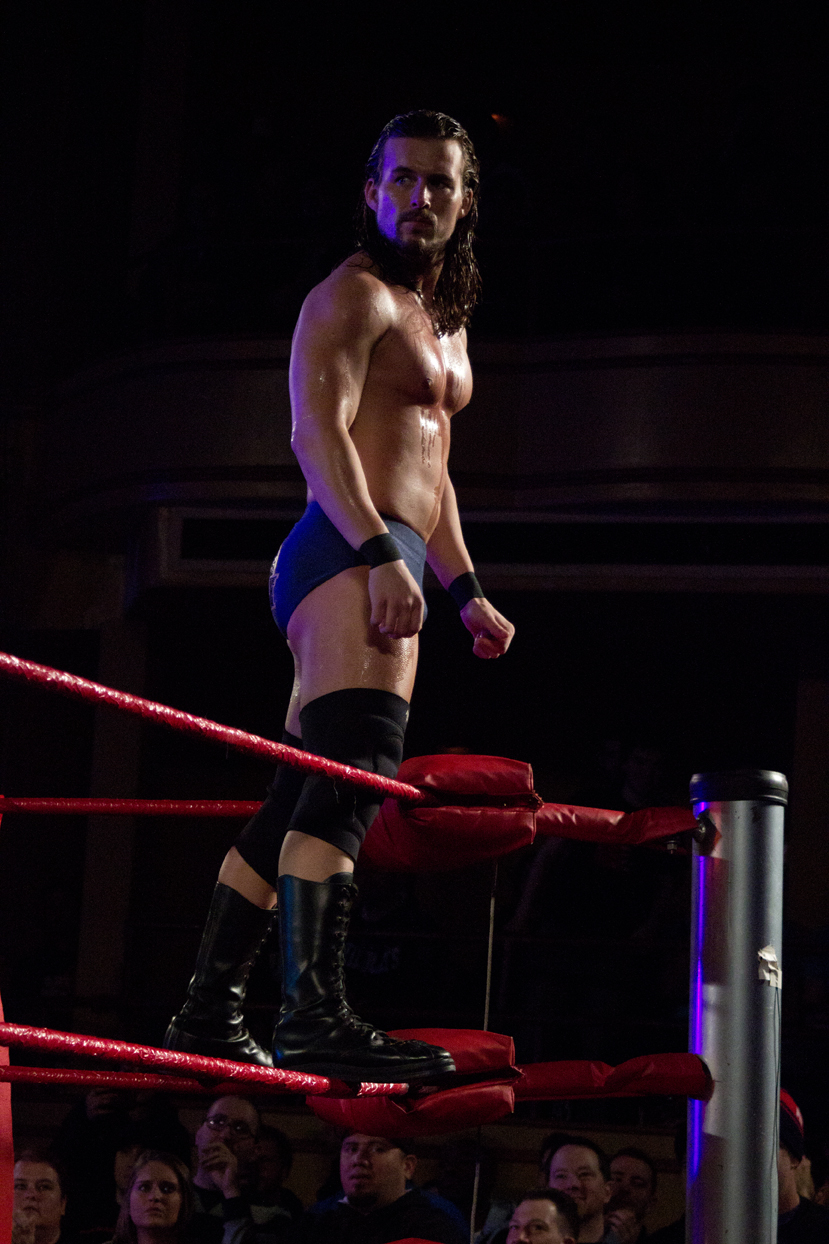
Adam Cole, o atual campeão.

O Campeonato Mundial da PWG é um título mundial de luta profissional da Pro Wrestling Guerrilla (PWG). O título foi criado e estreou em 30 de agosto de 2004, no evento PWG's Bad Ass Mother 3000 – Stage 2. Originalmente conhecido como Campeonato da PWG, o título foi renomeado em fevereiro de 2006 após ser defendido fora dos Estados Unidos pelo então-campeão Joey Ryan, que derrotou Emil Sitoci em Essen, Alemanha no European Vacation – Germany e Jonny Storm em Orpington, Inglaterra no European Vacation – England.
Os reinados do Campeonato Mundial da PWG são determinados com a realização de lutas de wrestling profissional, onde os competidores estão envolvidos em rivalidades com roteiros pré-determinados. As rivalidades são criadas entre os vários competidores, onde utilizam o papel de face (herói) e o de heel (vilão). O primeiro campeão foi Frankie Kazarian, que derrotou Ryan na final de um torneio de 16 lutadores em 30 de agosto de 2003 no Bad Ass Mother 3000 – Stage 2. Em 20 de 03 de 2025, Kevin Steen mantém o recorde de reinados, com três. O reinado de Chris Hero é o mais longo da história, com 425 dias. Adam Cole é o atual campeão, em seu primeiro reinado após derrotar Kevin Steen em uma luta Guerrilla Warfare em 1 de dezembro de 2012. No total, houve 21 reinados e 15 campeões, além de três vacâncias. Low Ki, Bryan Danielson e Davey Richards, que deixaram o título vago, foram os únicos campeões a não serem derrotados pelo título.

## História

### Nomes
| Nome                   | Anos                               |
| ---------------------- | ---------------------------------- |
| PWG Championship       | Agosto de 2003 – Fevereiro de 2006 |
| PWG World Championship | Fevereiro de 2006 – presente       |

### Reinados
Em 20 de março de 2025.
| #  | Lutador            | Reinado | Data                    | Dias com o título | Local                   | Defesas | Evento                                 | Notas |
| -- | ------------------ | ------- | ----------------------- | ----------------- | ----------------------- | ------- | -------------------------------------- | --- |
| 1  | Frankie Kazarian   | 1       | 30 de agosto de 2003    | 176               | Industry, Califórnia    | 4       | Bad Ass Mother 3000 – Stage 2          | Kazarian derrotou Joey Ryan na final de um torneio. |
| 2  | Adam Pearce        | 1       | 22 de fevereiro de 2004 | 139               | Santa Ana, Califórnia   | 3       | Taste The Radness                      | Foi uma Chicago Street Fight. |
| 3  | Frankie Kazarian   | 2       | 10 de julho de 2004     | 126               | Los Angeles, Califórnia | 3       | The Reason for the Season              | Foi uma luta em uma jaula de aço na qual o perdedor deveria deixar a PWG.                                                                                |
| 4  | Super Dragon       | 1       | 13 de novembro de 2004  | 140               | Los Angeles, Califórnia | 8       | Free Admission (Just Kidding)          | [ 15 ] |
| 5  | A.J. Styles        | 1       | 2 de abril de 2005      | 126               | Los Angeles, Califórnia | 4       | All Star Weekend – Night Two           | [ 17 ] |
| 6  | Kevin Steen        | 1       | 6 de agosto de 2005     | 119               | Los Angeles, Califórnia | 5       | Zombies [Shouldn't Run]                | [ 18 ] |
| 7  | Joey Ryan          | 1       | 3 de dezembro de 2005   | 406               | Los Angeles, Califórnia | 19      | Chanukah Chaos (The C's Are Silent)    | Título renomeado de "PWG Championship" para "PWG World Championship" após a turnê PWG's European Vacation na Inglaterra e Alemanha em fevereiro de 2006. |
| 8  | Human Tornado      | 1       | 13 de janeiro de 2007   | 42                | Reseda, Califórnia      | 3       | Based on a True Story                  | Foi uma luta Guerrilla Warfare. |
| 9  | El Generico        | 1       | 24 de fevereiro de 2007 | 155               | Van Nuys, Califórnia    | 9       | Holy Diver Down                        | [ 24 ] |
| 10 | Bryan Danielson    | 1       | 29 de julho de 2007     | 160               | Burbank, Califórnia     | 5       | Giant-Size Annual #4                   | [ 26 ] |
| 11 | Low Ki             | 1       | 5 de janeiro de 2008    | 32                | Van Nuys, Van Nuys, CA  | 1       | All-Star Weekend 6 – Night One         | [ 27 ] |
| —  | Vago               | —       | 6 de fevereiro de 2008  | —                 | N/A                     | —       | N/A                                    | Título vago após Low Ki lesionar o joelho enquanto competia no Japão.                                                                                    |
| 12 | Human Tornado      | 2       | 24 de fevereiro de 2008 | 133               | Reseda, Califórnia      | 1       | ¡Dia de los Dangerous!                 | Tornado derrotou Karl Anderson e Roderick Strong na final de um torneio de cinco lutadores.                                                              |
| 13 | Chris Hero         | 1       | 6 de julho de 2008      | 425               | Reseda, Califórnia      | 10      | Life During Wartime                    | Foi uma luta Guerrilla Warfare em uma jaula de aço. |
| 14 | Bryan Danielson    | 2       | 4 de setembro de 2009   | 0                 | Reseda, Califórnia      | 0       | Guerre Sans Frontières                 | [ 33 ] |
| —  | Vago               | —       | 4 de setembro de 2009   | —                 | Reseda, Califórnia      | —       | Guerre Sans Frontières                 | Título vago após a contratação de Danielson pela World Wrestling Entertainment (WWE).                                                                    |
| 15 | Kenny Omega        | 1       | 21 de novembro de 2009  | 98                | Reseda, Califórnia      | 0       | 2009 Battle of Los Angeles - Night Two | Derrotou Roderick Strong na final da Battle of Los Angeles de 2009 para conquistar o título.                                                             |
| 16 | Davey Richards     | 1       | 27 de fevereiro de 2010 | 198               | Reseda, Califórnia      | 2       | As the Worm Turns                      | [ 37 ] |
| —  | Vago               | —       | 13 de setembro de 2010  | —                 | N/A                     | —       | N/A                                    | Título vago por Richards não poder defendê-lo. |
| 17 | Claudio Castagnoli | 1       | 9 de outubro de 2010    | 287               | Reseda, Califórnia      | 6       | The Curse of Guerrilla Island          | Castagnoli derrotou Brandon Gatson, Chris Hero e Joey Ryanpara ganhar o título.                                                                          |
| 18 | Kevin Steen        | 2       | 23 de julho de 2011     | 91                | Reseda, Califórnia      | 1       | Eight                                  | [ 41 ] |
| 19 | El Generico        | 2       | 22 de outubro de 2011   | 147               | Reseda, Califórnia      | 0       | Steen Wolf                             | Foi uma luta de escadas. |
| 20 | Kevin Steen        | 3       | 17 de março de 2012     | 259               | Reseda, Califórnia      | 4       | World's Finest                         | Também envolveu Eddie Edwards. |
| 21 | Adam Cole          | 1       | 1 de dezembro de 2012   | 4492+             | Reseda, Califórnia      | 3       | Mystery Vortex                         | Foi uma luta Guerrilla Warfare. |

## Lista de reinados combinados

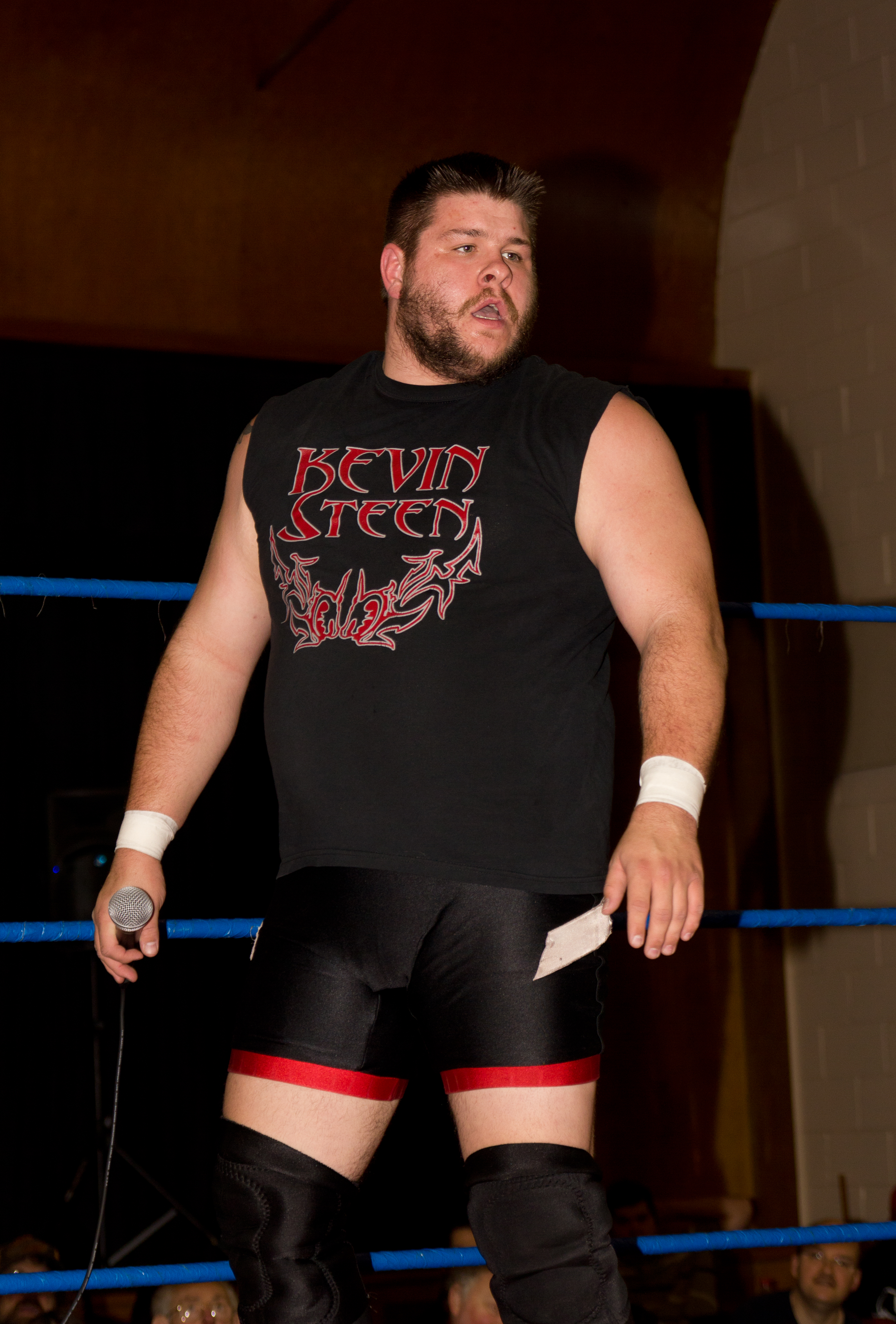
Kevin Steen, recordista de reinados e dias com o título.

| Símbolo | Significado            |
| ------- | ---------------------- |
| †       | Indica o atual campeão |

Em 20 de março de 2025.
| Posição | Lutador            | # de reinados | Dias combinados |
| ------- | ------------------ | ------------- | --------------- |
| 1.      | Kevin Steen        | 3             | 469             |
| 2.      | Chris Hero         | 1             | 425             |
| 3.      | Joey Ryan          | 1             | 406             |
| 4.      | Adam Cole†         | 1             | 4492+           |
| 5.      | El Generico        | 2             | 303             |
| 6.      | Frankie Kazarian   | 2             | 302             |
| 7.      | Claudio Castagnoli | 1             | 287             |
| 8.      | Davey Richards     | 1             | 198             |
| 9.      | Human Tornado      | 2             | 175             |
| 10.     | Bryan Danielson    | 2             | 160             |
| 11.     | Super Dragon       | 1             | 140             |
| 12.     | Adam Pearce        | 1             | 139             |
| 13.     | A.J. Styles        | 1             | 126             |
| 14.     | Kenny Omega        | 1             | 98              |
| 15.     | Low Ki             | 1             | 31              |